# Jan Rzewuski (fizyk)
Jan Rzewuski (ur. 19 grudnia 1916 w Łodzi, zm. 17 września 1994 we Wrocławiu) – polski fizyk teoretyk, członek polskiego ruchu oporu, powstaniec warszawski, profesor Uniwersytetu Wrocławskiego.

## Życiorys
W 1946 na Uniwersytecie Warszawskim obronił pracę magisterską z fizyki teoretycznej pod kierunkiem Jana Blatona. Rok później otrzymał stopień naukowy doktora. W 1948 został zatrudniony jako adiunkt na Uniwersytecie Mikołaja Kopernika w Toruniu. W 1949 odbył staż naukowy na Uniwersytecie w Birmingham. W 1950 habilitował się na Uniwersytecie Warszawskim, a następnie został mianowany Kierownikiem Katedry Mechaniki Teoretycznej na Uniwersytecie Mikołaja Kopernika w Toruniu. W 1952 został przeniesiony służbowo do Katedry Fizyki Teoretycznej Uniwersytetu Wrocławskiego. W 1954 otrzymał tytuł profesora nadzwyczajnego, a rok później został prodziekanem Wydziału Matematyki, Fizyki i Chemii Uniwersytetu Wrocławskiego.
W 1967 został członkiem korespondentem, a w 1976 członkiem rzeczywistym PAN. W 1989 Uniwersytet Wrocławski przyznał mu doktorat honoris causa.
Był autorem 112 publikacji, w tym dwutomowej monografii Field Theory (Teoria pola), która miała trzy wydania, oraz podręcznika akademickiego Introduction to Quantum Theory (Wstęp do teorii kwantów), obu napisanych w języku angielskim.  W 1966 otrzymał nagrodę państwową II stopnia.

## Odznaczenia i wyróżnienia
- Krzyż Walecznych
- Warszawski Krzyż Powstańczy
- Krzyż Kawalerski Orderu Odrodzenia Polski
- Krzyż Oficerski Orderu Odrodzenia Polski
- Medal Mariana Smoluchowskiego (1983)[5]